# Micrargus hokkaidoensis
Micrargus hokkaidoensis là một loài nhện trong họ Linyphiidae.
Loài này thuộc chi Micrargus. Micrargus hokkaidoensis được Jörg Wunderlich miêu tả năm 1995.